# Международный союз общественных объединений книголюбов
Международный союз общественных организаций книголюбов (МСК) — международная общественная организация, включающая региональные организации России, Азербайджана, Литвы, Казахстана и Молдовы. Правопреемник советского Всесоюзного добровольного общества любителей книги (ВОК).

## История
С мая по октябрь 1974 года состоялись областные и краевые конференции, съезды республиканских обществ любителей книги, на которых было избрано 570 делегатов Учредительного съезда ВОК. Съезд прошёл в начале октября, утвердил Устав, избрал Центральное правление (115 человек).
Целью Общества было «пропагандировать среди трудящихся книгу как средство формирования коммунистического общественного сознания, содействовать с её помощью распространению политических, научных и технических знаний, повышать культуру чтения, активно влиять на формирование читательских вкусов, оказывать содействие совершенствованию издательского дела, распространению и наиболее эффективному использованию книжных богатств».
К 1979 году число индивидуальных членов Общества достигло 10 миллионов человек, к 1984 году — 16 миллионов, к 1989 году — 19 миллионов.
На IV съезде ВОК (1989) принято новое название организации — Всесоюзное общество «Книга».
В мае 1992 года состоялся внеочередной съезд ВОК, в котором участвовало 117  делегатов от 8 республик. Организация была преобразована в Международное сообщество книголюбов.
В октябре 1993 года МСК провело Международный прогресс в защиту книги, подготовка к которому под эгидой ЮНЕСКО велась ещё с 1987 года.
В мае 1997 года состоялась конференция МСК, принявшая новый Устав и новое название — Международный союз общественных объединений книголюбов.

## Руководители
- Председатель Центрального правления — академик Е. М. Жуков (1974—1980)
  - Заместитель — Ираклий Андроников (1974—1990).
  - Заместитель — Василий Ардаматский (1974—1989).
  - Заместитель Председателя ЦП ВОК (1974—1991), заместитель председателя Исполкома Совета МСК (1992—2011) — И. А. Котомкин
- Председатель Центрального правления ВОК (1980—1991), Председатель Совета МСК (1992—1996) — академик И. В. Петрянов-Соколов.
  - Первый заместитель Председателя ВОК (1984—1991), Председатель Исполкома Совета МСК (1992—2003) — С. Г. Шувалов.
- Президент МСК (1997—2017) — Сергей Есин. С 2017 г. по настоящее время - Людмила Шустрова.
- Председатель Исполкома Совета МСК (2003—2010), Председатель Совета МСК (с 2010 до 2022 года) — Людмила Владимировна Шустрова. С июля 2022 года Председателем Совета МСК является Ольга Олеговна Егерева.

## Награды
- Благодарность Президента Российской Федерации (27 сентября 2024 года) — за заслуги в развитии отечественной культуры и активную общественную деятельность[2]